# Anna Nasiłowska

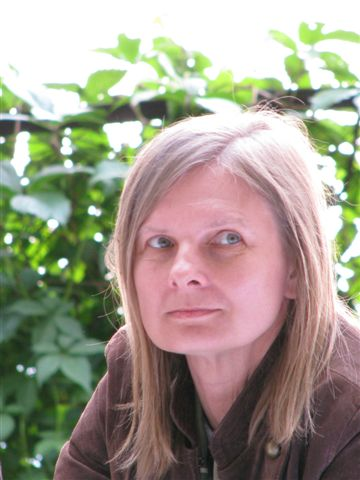
Anna Nasiłowska

Anna Krystyna Nasiłowska-Rek (* 10. März 1958 in Warschau) ist eine polnische Literaturhistorikerin, Literaturkritikerin, Prosaschriftstellerin und Lyrikerin.

## Leben
Nasiłowska besuchte das Gymnasium in Warschau und legte dort 1977 das Abitur ab. Anschließend studierte sie Polonistik und Philosophie an der Universität Warschau, wo sie 1982 den Magister erwarb. Nach dem Studium arbeitete sie als Journalistin für die Zeitung Radar und absolvierte daneben von 1983 bis 1987 ein postgraduelles Studium am Instytut Badań Literackich der Polnischen Akademie der Wissenschaften, wo sie 1987 als wissenschaftliche Assistentin angestellt wurde. Nach ihrer Promotion mit der Arbeit Poezja opisowa Stanisława Trembeckiego wurde sie als wissenschaftliche Mitarbeiterin angestellt. Als Stipendiatin führte sie ihr Philosophiestudium von 1990 bis 1991 am Collège international de philosophie in Paris weiter. Zudem wurde sie 1990 Redakteurin der Zeitschrift Teksty Drugie und stieg später zur stellvertretenden Chefredakteurin auf. Am Instytut Badań Literackich habilitierte sie 2001 mit der Arbeit Persona liryczna und wurde als Dozentin angestellt. Dort leitete sie 2007 den Kurs für Kreatives Schreiben. Daneben war sie von 2007 bis 2010 Professorin an der Warschauer Humanistischen Hochschule. Sie war 2018 Jurymitglied des Nike-Literaturpreises.
Sie wohnt in Warschau.

## Publikationen

### Sachbücher
- Poezja opisowa Stanisława Trembeckiego, 1990
- Kazimierz Wierzyński, 1991
- Miasta, 1993
- Inny świat Gustawa Herlinga-Grudzińskiego, 1994
- Trzydziestolecie 1914–1944, 1995
- Literatura współczesna. Podręcznik dla szkół ponadpodstawowych, 1997
- Persona liryczna, 2000
- Polen und seine Literatur, 2000
- Wisława Szymborska, 2000
- Jean Paul Sartre i Simone de Beauvoir, 2006
- Literatura okresu przejściowego 1975–1996, 2006
- Wielka ciekawość, 2006
- Wielka Wymiana Widoków, 2008
- Maria Pawlikowska Jasnorzewska, czyli Lilka Kossak. Biografia poetki, 2010
- Dyskont słów, 2016

### Prosa
- Domino. Traktat o narodzinach, 1995
  - Domino. Abhandlung über die Geburt, übersetzt von A. Markiewicz 2000
- Księga początku, 2002
- Czteroletnia filozofka, 2004
- Historie miłosne, 2009
- Konik, szabelka, 2011
- Wolny agent Umeda i druga Japnia, 2013

### Lyrik
- Żywioły. Wiersze i prozy poetyckie, 2014

## Nominierungen und Auszeichnungen
- 2012: Nominierung für den Literaturpreis Gdynia in der Kategorie Prosa mit Konik, szabelka
- 2016: Gloria-Artis-Silbermedaille für kulturelle Verdienste